# 尼亞克申格達湖
67°00′N 93°33′E / 67°N 93.55°E
尼亞克申格達湖（俄语：Някшингда），是俄羅斯的湖泊，位於該國中部，由克拉斯諾亞爾斯克邊疆區負責管轄，面積84.2平方公里，海拔高度272米，集水區面積977平方公里。